# Olivia (album)
Olivia – debiutancki album amerykańskiej piosenkarki R&B, Olivii. Został wydany 17 kwietnia, 2001 roku. Dnia 2 czerwca, 2001 roku album dotarł do 65. miejsca na Billboard 200. Również uplasował się na 22. pozycji na Top R&B/Hip-Hop Albums. Singiel z albumu „Bizounce”, dotarł do 15. miejsca na Billboard Hot 100. Olivia został zatwierdzony jako złoto przez RIAA, dnia 17 listopada, 2002 roku.

## Lista utworów
1. „Bizounce”
2. „Are U Capable”
3. „You Got the Damn Thing”
4. „Silly Bitch in Love”
5. „It's On Again”
6. „Woop-T-Woo”
7. „Whoadie” (featuring Petey Pablo)
8. „'Til He Comes Home”
9. „Bring da Roof Down”
10. „When 2 Souls Touch”
11. „Lower 2 My Heart”
12. „Look Around”" (featuring Jimmy Cozier)
13. „You Got the Damn Thing (I Like remix)” (Japonia bonus track)
14. „Under New Conditions” (Japonia bonus track)